# Liste der Übertretungen im deutschen Strafrecht bis 1975
Hier werden früher in Deutschland strafbare Übertretungen aufgeführt (die Geldstrafen geben den Stand von 1915 wieder, die Höchstmaße wurden 1924 nach vorübergehenden Erhöhungen in der Inflationszeit bei 150 Reichsmark vereinheitlicht und 1948 auf 150 DM umgestellt, 1964 wurden in der Bundesrepublik die Höchstmaße auf 500 DM erhöht, 1970 die Haft durch die Freiheitsstrafe ersetzt und auch im § 361 die Worte "oder Geldstrafe" hinzugefügt).
In der DDR wurde mit Einführung des Strafgesetzbuchs (DDR) mit Wirkung vom 1. Juli 1968 der Begriff Übertretung abgeschafft; liegt das unten genannte Jahr der Abschaffung danach, bezieht es sich also nur auf die Bundesrepublik:
| lfd. Nr. | Tatbestand | Jahr der Abschaffung                                                            | Weitere Entwicklung |
| § 360 StGB (Strafmaß: Haft bis zu sechs Wochen oder Geldstrafe bis zu 150 Mark)                                                      | § 360 StGB (Strafmaß: Haft bis zu sechs Wochen oder Geldstrafe bis zu 150 Mark)                                                                                | § 360 StGB (Strafmaß: Haft bis zu sechs Wochen oder Geldstrafe bis zu 150 Mark) | § 360 StGB (Strafmaß: Haft bis zu sechs Wochen oder Geldstrafe bis zu 150 Mark) |
| --- | --- | ------------------------------------------------------------------------------- | --- |
| lfd. Nr. 1 | Anlegen oder Veröffentlichen von Grundrissen von Festungsbauwerken ohne Erlaubnis                                                                              | 1914                                                                            | kein Tatbestand mehr, siehe aber § 109 g StGB |
| lfd. Nr. 2 | Illegaler Waffenbesitz | 1975                                                                            | jetzt Straftat: zunächst § 73 Waffengesetz, seit 2003 § 51, § 52 WaffG |
| lfd. Nr. 3 | Auswandern von Reservisten ohne Genehmigung oder von Ersatzreservisten erster Klasse ohne der Militärbehörde vorher das Auswandern angezeigt zu haben          | 1935                                                                            | 1935–1945 Straftat § 140a bzw. 140b StGB, 1956–2008 Ordnungswidrigkeit: § 45 Abs. 1 Nr. 2 WehrpflichtG, heute kein Tatbestand mehr |
| lfd. Nr. 4 | Herstellen oder Verwenden von Sachen, die zur Geld- oder Urkundenfälschung benutzt werden können                                                               | 1975                                                                            | jetzt Ordnungswidrigkeit: § 127 OWiG |
| lfd. Nr. 5 | Herstellen oder Verwenden von Sachen, die zur Geld- oder Urkundenfälschung benutzt werden können                                                               | 1975                                                                            | jetzt Ordnungswidrigkeit: § 127 OWiG |
| lfd. Nr. 6 | Herstellen oder Verbreiten von papiergeldähnlichen Drucksachen oder Abbildungen                                                                                | 1975                                                                            | jetzt Ordnungswidrigkeit: § 128 OWiG |
| lfd. Nr. 7 | Benutzen von Wappen oder Dienstflaggen | 1975                                                                            | jetzt Ordnungswidrigkeit: § 124 OWiG |
| lfd. Nr. 8 | Falsche Namensangabe | 1975                                                                            | jetzt Ordnungswidrigkeit: § 111 OWiG |
| lfd. Nr. 9 | Verbotener Betrieb einer Versicherung | 1975                                                                            | jetzt Straftat: § 331 VAG |
| lfd. Nr. 10 | unterlassene Hilfeleistung | 1935                                                                            | jetzt Straftat: § 330 c StGB, seit 1980 § 323c StGB |
| lfd. Nr. 11 | Ruhestörung; Grober Unfug | 1975                                                                            | jetzt Ordnungswidrigkeit: § 117 OWiG; § 118 OWiG |
| lfd. Nr. 12 | Verstoß gegen die Pfandleiherverordnung | 1975                                                                            | jetzt Ordnungswidrigkeit: § 12a PfandlV |
| lfd. Nr. 13 | Tierquälerei | 1933                                                                            | jetzt Straftat: zunächst § 145b StGB, 1934–1972 § 9 Tierschutzgesetz, seit 1972 § 17 TierSchG |
| lfd. Nr. 14 | unbefugtes öffentliches Glücksspiel | 1919                                                                            | jetzt Straftat: § 284 StGB |
| § 361 StGB (Strafmaß: Haft bis zu sechs Wochen)                                                                                      | |                                                                                 | |
| lfd. Nr. 1 | Verstoß gegen die Vorschriften über die Polizei-Aufsicht | 1975                                                                            | jetzt Straftat: § 145a StGB Verstoß gegen Weisungen während der Führungsaufsicht |
| lfd. Nr. 2 | Rückkehr nach Ausweisung | 1934                                                                            | jetzt Straftat: zunächst § 5 Reichsverweisungsgesetz, § 47 Ausländergesetz 1965, § 92 AuslG 1990, seit 2005 § 95 AufenthaltsG |
| lfd. Nr. 3 | Landstreicherei | 1975                                                                            | kein Tatbestand mehr |
| lfd. Nr. 4 | Betteln | 1975                                                                            | kein Tatbestand mehr |
| lfd. Nr. 5 | Herbeiführung der Sozialhilfebedürftigkeit | 1975                                                                            | kein Tatbestand mehr, siehe aber § 34 SGB II |
| lfd. Nr. 6 | Grob anstößige und belästigende Handlungen | 1973                                                                            | jetzt Ordnungswidrigkeit: § 119 OWiG |
| lfd. Nr. 6a | Prostitution in der Nähe von Kirchen oder in Wohnungen, in der Personen zwischen 3 und 18 Jahren wohnen (unabhängig davon, ob jemand sittlich gefährdet wurde) | 1973                                                                            | kein Tatbestand mehr, vgl. aber Zeile darunter |
| lfd. Nr. 6b | Jugendgefährdende Prostitution | 1973                                                                            | jetzt Straftat: § 184 g StGB |
| lfd. Nr. 6c | Ausübung der verbotenen Prostitution | 1973                                                                            | jetzt Straftat: § 184f StGB |
| lfd. Nr. 7 | Verweigern zumutbarer Arbeit | 1975                                                                            | kein Tatbestand mehr, siehe aber § 31 SGB II |
| lfd. Nr. 8 | Unzureichende Bemühung um einen Wohnsitz bei Obdachlosigkeit                                                                                                   | 1975                                                                            | kein Tatbestand mehr, siehe aber § 31 SGB II |
| lfd. Nr. 9 | Verstoß gegen die Aufsichtspflicht | 1973                                                                            | kein Tatbestand mehr |
| lfd. Nr. 10 | Verletzung der Unterhaltspflicht | 1943                                                                            | jetzt Straftat: § 170 StGB |
| § 363 StGB (Strafmaß: Haft bis zu sechs Wochen oder Geldstrafe bis zu 150 Mark)                                                      | |                                                                                 | |
| | bis 1943 Missbrauch von Ausweispapieren, ab 1957 Betreten militärischer Anlagen                                                                                | 1975                                                                            | jetzt Ordnungswidrigkeit: § 114 OWiG |
| § 364 StGB (Strafmaß: Geldstrafe bis zu 150 Mark)                                                                                    | |                                                                                 | |
| | Wiederverwenden von Briefmarken und anderem Stempelpapier nach Entfernung der Entwertung                                                                       | 1975                                                                            | jetzt Straftat: § 148 Abs. 2 StGB |
| § 365 StGB (Strafmaß: Geldstrafe bis zu 15 Mark für den Gast, Haft bis zu vierzehn Tage oder Geldstrafe bis zu 60 Mark für den Wirt) | |                                                                                 | |
| | Missachtung der Sperrstunde | 1930                                                                            | jetzt Ordnungswidrigkeit: § 28 Abs. 1 Nr. 6 GaststättenG |
| § 366 StGB (Strafmaß: Haft bis zu vierzehn Tage oder Geldstrafe bis zu 60 Mark)                                                      | |                                                                                 | |
| lfd. Nr. 1 | Verstoß gegen die Sonn- und Feiertagsruhe | 1975                                                                            | jetzt landesrechtlich geregelt |
| lfd. Nr. 2 | Übermäßig schnelles Fahren oder Reiten in Städten oder Dörfern                                                                                                 | 1968                                                                            | jetzt Ordnungswidrigkeit: § 24 StVG |
| lfd. Nr. 3 | Mutwilliges Verhindern des Vorbeifahrens auf öffentlichen Wegen                                                                                                | 1968                                                                            | jetzt Ordnungswidrigkeit: § 24 StVG, unter Umständen Straftat Nötigung |
| lfd. Nr. 4 | Fahren mit Schlitten ohne feste Deichsel oder ohne Geläute oder Schelle in Städten                                                                             | 1968                                                                            | kein Tatbestand mehr |
| lfd. Nr. 5 | Gefährdung durch Tiere auf öffentlichen Wegen | 1968                                                                            | jetzt Ordnungswidrigkeit: § 24 StVG |
| lfd. Nr. 6 | Hetzen von Hunden auf Menschen (wenn es zu keiner Körperverletzung kam)                                                                                        | 1975                                                                            | jetzt Straftat: versuchte gefährliche Körperverletzung (§ 223 a Abs. 2, seit 1998 § 224 Abs. 2 StGB) |
| lfd. Nr. 7 | Werfen von Steinen oder anderen harten Körpern (wenn es zu keiner Körperverletzung kam)                                                                        | 1975                                                                            | jetzt Straftat: versuchte gefährliche Körperverletzung (§ 223 a Abs. 2, seit 1998 § 224 Abs. 2 StGB) |
| lfd. Nr. 8 | Aufstellen oder Aufhängen von Sachen, die auf Straßen fallen können, ohne gehörige Befestigung                                                                 | 1975                                                                            | kein Tatbestand mehr |
| lfd. Nr. 9 | Aufstellen von Hindernissen auf öffentlichen Wegen | 1968                                                                            | jetzt Ordnungswidrigkeit: § 24 StVG, unter Umständen Straftat Nötigung oder Gefährlicher Eingriff in den Straßenverkehr |
| lfd. Nr. 10 | Verstoß gegen Polizeiverordnungen, die der Sicherheit, Bequemlichkeit, Reinlichkeit und Ruhe auf öffentlichen Wegen dienen                                     | 1975                                                                            | jetzt landesrechtlich geregelt bzw. Ordnungswidrigkeit: § 24 StVG |
| § 366a StGB (Strafmaß: Haft bis zu sechs Wochen oder Geldstrafe bis zu 150 Mark)                                                     | |                                                                                 | |
| | Verstoß gegen Polizeiverordnungen, die zum Schutz von Dünen oder Ufern erlassen wurden                                                                         | 1975                                                                            | jetzt landesrechtlich geregelt |
| § 367 StGB (Strafmaß: Haft bis zu sechs Wochen oder Geldstrafe bis zu 150 Mark)                                                      | |                                                                                 | |
| lfd. Nr. 1 | Störung der Totenruhe | 1975                                                                            | jetzt Straftat: § 168 StGB |
| lfd. Nr. 2 | vorzeitige Beerdigung | 1975                                                                            | jetzt landesrechtlich geregelt |
| lfd. Nr. 3 | unerlaubter Handel mit Arzneimitteln | 1975                                                                            | jetzt Straftat: § 95 ArzneimittelG |
| lfd. Nr. 4 | unerlaubte Herstellung von Feuerwerk | 1969                                                                            | zunächst landesrechtlich geregelt, seit 1977 Ordnungswidrigkeit: § 46 Erste Verordnung zum Sprengstoffgesetz |
| lfd. Nr. 5 | unerlaubter Verkauf oder Verwendung von Feuerwerk | 1969                                                                            | zunächst landesrechtlich geregelt, seit 1977 Ordnungswidrigkeit: § 46 Erste Verordnung zum Sprengstoffgesetz |
| lfd. Nr. 6 | Aufbewahren feuergefährlicher Stoffe | 1975                                                                            | kein Tatbestand mehr |
| lfd. Nr. 7 | Verkauf verdorbener oder verfälschter Getränke oder Speisen | 1927                                                                            | jetzt Straftat: zunächst § 12 Lebensmittelgesetz, 1975–2005 § 52 LMGB, seit 2005 § 58 Lebensmittel- und Futtermittelgesetzbuch (LFGB) |
| lfd. Nr. 8 | Schlageisen oder Fußangeln ausgelegt | 1975                                                                            | kein Tatbestand mehr |
| lfd. Nr. 9 | verborgene Waffen mit sich geführt oder verkauft | 1968                                                                            | jetzt Straftat: zunächst § 36 Bundeswaffengesetz, 1972–2003 § 53 Waffengesetz, seit 2003 § 52 WaffenG |
| lfd. Nr. 10 | Messer bei Schlägerei oder Angriff verwendet (wenn es zu keiner Körperverletzung kam)                                                                          | 1975                                                                            | jetzt Straftat: versuchte gefährliche Körperverletzung (§ 223 a Abs. 2, seit 1998 § 224 Abs. 2 StGB) |
| lfd. Nr. 11 | Halten gefährlicher Tiere | 1975                                                                            | jetzt Ordnungswidrigkeit: § 121 OWiG |
| lfd. Nr. 12 | Gruben, Öffnungen oder Brunnen ungesichert gelassen | 1975                                                                            | kein Tatbestand mehr |
| lfd. Nr. 13 | Baugefährdung | 1975                                                                            | jetzt Straftat: § 319 lfd. Nr. 1 StGB |
| lfd. Nr. 14 | Baugefährdung | 1975                                                                            | jetzt Straftat: § 319 lfd. Nr. 2 StGB |
| lfd. Nr. 15 | Baugefährdung | 1975                                                                            | jetzt Straftat: § 319 StGB |
| lfd. Nr. 16 | unerlaubte Versteigerung | 1934                                                                            | zunächst Straftat § 11 Gesetz über das Versteigerergewerbe, 1960–1975 wieder Übertretung § 34b i. V. m. § 148 Gewerbeordnung, jetzt Ordnungswidrigkeit: § 144 Abs. 1 Nr. 1 g Gewerbeordnung                                                              |
| § 368 StGB (Strafmaß: Haft bis zu vierzehn Tage oder Geldstrafe bis zu 60 Mark)                                                      | |                                                                                 | |
| lfd. Nr. 1 | Verstoß gegen die Anordnungen über die Schließung der Weinberge                                                                                                | 1969                                                                            | bis 1993 landesrechtlich geregelt, jetzt kein Tatbestand mehr |
| lfd. Nr. 2 | Verstoß gegen die Anordnungen über das Raupen | 1975                                                                            | kein Tatbestand mehr |
| lfd. Nr. 3 | ungenehmigte Feuerstätte errichtet | 1975                                                                            | jetzt Ordnungswidrigkeit: § 24 1. BImSchV |
| lfd. Nr. 4 | Feuerstätte oder Schornstein nicht ordnungsgemäß unterhalten                                                                                                   | 1975                                                                            | jetzt Ordnungswidrigkeit: § 24 1. BImSchV |
| lfd. Nr. 5 | Scheunen, Ställe oder Dachböden mit offenem Feuer betreten | 1975                                                                            | kein Tatbestand mehr |
| lfd. Nr. 6 | in der Nähe von Gebäuden oder feuerfangender Sachen Feuer angezündet                                                                                           | 1975                                                                            | kein Tatbestand mehr |
| lfd. Nr. 7 | in der Nähe von Gebäuden oder feuerfangender Sachen Feuerwerke abgebrannt                                                                                      | 1975                                                                            | jetzt Ordnungswidrigkeit: § 46 Erste Verordnung zum Sprengstoffgesetz |
| lfd. Nr. 8 | Feuerlöschgerätschaften nicht gewartet | 1975                                                                            | jetzt Ordnungswidrigkeit: § 25 Arbeitsschutzgesetz i. V. m. Arbeitsstättenverordnung 2004 |
| lfd. Nr. 9 | über bestellte Äcker gefahren, geritten oder Vieh getrieben | 1975                                                                            | jetzt Straftat Sachbeschädigung |
| lfd. Nr. 10 | unbefugt Jagdgebiet betreten | 1975                                                                            | kein Tatbestand mehr, siehe aber § 292 StGB |
| lfd. Nr. 10a | unbefugt Fischereigebiet betreten | 1975                                                                            | kein Tatbestand mehr, siehe aber § 293 StGB |
| lfd. Nr. 11 | Eier oder Junge von jagdbarem Federwild oder von Singvögeln ausgenommen                                                                                        | 1935                                                                            | wenn jagdbare Art: Straftat § 292 StGB; wenn geschützte Art: zunächst Übertretung § 30 Naturschutzverordnung, 1949–1976 landesrechtlich geregelt, nun Ordnungswidrigkeit § 30 Bundesnaturschutzgesetz 1976, § 65 BNatschG 2002, jetzt § 69 BNatschG 2010 |
| § 369 StGB (Strafmaß: Haft bis zu vier Wochen oder Geldstrafe bis zu 100 Mark)                                                       | |                                                                                 | |
| lfd. Nr. 1 | unbefugt Nachschlüssel angefertigt | 1975                                                                            | kein Tatbestand mehr |
| lfd. Nr. 2 | als Gewerbetreibender ungeeichte Maße, Gewichte oder Waagen benutzt                                                                                            | 1908                                                                            | jetzt Ordnungswidrigkeit: § 69 Mess- und Eichgesetz |
| lfd. Nr. 3 | als Gewerbetreibender ungenehmigte Feuerstätte errichtet | 1975                                                                            | jetzt Ordnungswidrigkeit: § 24 1.BImSchV |
| § 370 StGB (Strafmaß: Haft bis zu sechs Wochen oder Geldstrafe bis zu 150 Mark)                                                      | |                                                                                 | |
| lfd. Nr. 1 | fremdes Grundstück abgegraben oder abgepflügt | 1975                                                                            | jetzt Straftat Sachbeschädigung |
| lfd. Nr. 2 | Erde, Lehm, Sand, Blüten oder Steine von fremdem Grundstück weggenommen                                                                                        | 1975                                                                            | jetzt Straftat Diebstahl: §§ 248, 242 StGB |
| lfd. Nr. 3 | unbefugt militärische Uniformen oder Ausrüstungsstücke angekauft oder als Pfand genommen                                                                       | 1946                                                                            | kein Tatbestand mehr |
| lfd. Nr. 4 | Fischwilderei | 1935                                                                            | jetzt Straftat: § 293 StGB |
| lfd. Nr. 5 | Mundraub | 1975                                                                            | jetzt Straftat Diebstahl: §§ 248, 242 StGB |
| lfd. Nr. 6 | fremdes Vieh mit fremdem Futter gefüttert | 1975                                                                            | jetzt Straftat Sachbeschädigung |